# Deux-Montagnes (regionale Grafschaftsgemeinde)
Deux-Montagnes ist eine regionale Grafschaftsgemeinde (französisch municipalité régionale de comté, MRC) in der kanadischen Provinz Québec.
Sie liegt in der Verwaltungsregion Laurentides und besteht aus sieben untergeordneten Verwaltungseinheiten (drei Städte und vier Gemeinden). Die MRC wurde am 1. Januar 1983 gegründet. Der Hauptort ist Deux-Montagnes. Die Einwohnerzahl beträgt 98.203 (Stand: 2016) und die Fläche 243,42 km², was einer Bevölkerungsdichte von 403,4 Einwohnern je km² entspricht.

## Gliederung
Stadt (ville)
- Deux-Montagnes
- Saint-Eustache
- Sainte-Marthe-sur-le-Lac

Gemeinde (municipalité)
- Oka
- Pointe-Calumet
- Saint-Joseph-du-Lac
- Saint-Placide

## Angrenzende MRC und vergleichbare Gebiete
- Argenteuil
- Mirabel
- Thérèse-De Blainville
- Laval
- Montreal
- Vaudreuil-Soulanges